# Adavigollarahalli, Chitradurga
Adavigollarahalli là một làng thuộc tehsil Chitradurga, huyện Chitradurga, bang Karnataka, Ấn Độ.